# Two Weeks with Pay
Two Weeks with Pay é um filme mudo de comédia romântica norte-americano de 1921, estrelado por Bebe Daniels e dirigido por Maurice Campbell.
O filme é agora considerado perdido.

## Elenco
- Bebe Daniels - Pansy O'Donnell / Marie La Tour
- Jack Mulhall - J. Livingston Smith
- James Mason
- George Periolat - Ginsberg
- Frances Raymond - Mrs. Wainsworth
- Polly Moran
- Walter Hiers – Hotel Clerk